# 480-km-Rennen von Silverstone 1990

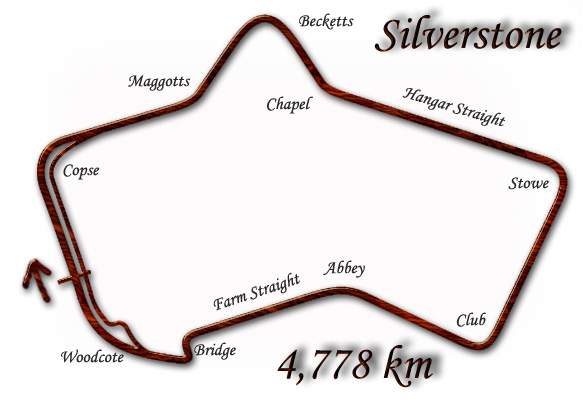
Streckenlayout 1987 bis 1990

Das 480-km-Rennen von Silverstone 1990, auch Shell BRDC Empire Trophy (FIA World Sports-Prototype Championship), Silverstone, fand am 20. Mai auf dem Silverstone Circuit statt und war der dritte Wertungslauf der Sportwagen-Weltmeisterschaft dieses Jahres.

## Das Rennen
Die ersten beiden Rennen der Saison 1990 standen ganz im Zeichen des Schweizer Sauber Teams. Das Eröffnungsrennen der Weltmeisterschaft, das 480-km-Rennen von Suzuka, endete mit dem Gesamtsieg von Jean-Louis Schlesser und Mauro Baldi im Mercedes-Benz C9. Schlesser und Baldi siegten auch beim folgenden 480-km-Rennen von Monza, diesmal im Mercedes-Benz C11, der bei diesem Rennen zum ersten Mal eingesetzt wurde.
Auch in Silverstone waren die Sauber-Werkswagen die klaren Favoriten für den Gesamtsieg. Gewinnen konnten sie das Rennen nicht. Der Wagen von Michael Schumacher und Jochen Mass wurde nach dem Qualifikationstraining disqualifiziert, weil Schumacher auf der Strecke angehalten hatte, um am Mercedes-Benz C11 ein Notreparatur durchzuführen. Was im Rennen erlaubt war, verbot das Reglement im Training. Auch ein Einspruch von Peter Sauber änderte nichts an der Disqualifikation. Der zweite C11, gefahren von Jean-Louis Schlesser und Mauro Baldi, fiel nach einer deutlichen Führung wegen eines Motorschadens im Rennen aus.
Nach dem Ausfall der beiden Mercedes gelang dem von Tom Walkinshaw geführten Jaguar-Team ein unerwarteter Doppelsieg. Martin Brundle und Alain Ferté siegten im Jaguar XJR-11 mit einer Runde Vorsprung auf die Teamkollegen Jan Lammers und Andy Wallace.

## Ergebnisse

### Schlussklassement
| 1                  | C1 | 3   | Silk Cut Jaguar                  | Martin Brundle Alain Ferté           | Jaguar XJR-11     | 101 |
| 2                  | C1 | 4   | Silk Cut Jaguar                  | Jan Lammers Andy Wallace             | Jaguar XJR-11     | 100 |
| 3                  | C1 | 21  | Spice Engineering                | Bruno Giacomelli Fermín Vélez        | Porsche 962C      | 100 |
| 4                  | C1 | 7   | Joest Porsche Racing             | Bob Wollek Frank Jelinski            | Porsche 962C      | 99  |
| 5                  | C1 | 10  | Porsche Kremer Racing            | Bernd Schneider Steven Andskär       | Porsche 962CK6    | 98  |
| 6                  | C1 | 15  | Brun Motorsport                  | Oscar Larrauri Harald Huysman        | Porsche 962C      | 97  |
| 7                  | C1 | 16  | Brun Motorsport                  | Walter Brun Jesús Pareja             | Porsche 962C      | 97  |
| 8                  | C1 | 17  | Brun Motorsport                  | Massimo Sigala Bernard Santal        | Porsche 962C      | 96  |
| 9                  | C1 | 11  | Porsche Kremer Racing            | Eje Elgh Anthony Reid                | Porsche 962CK6    | 96  |
| 10                 | C1 | 26  | Obermaier Racing                 | Jürgen Oppermann Harald Grohs        | Porsche 962C      | 96  |
| 11                 | C1 | 14  | Richard Lloyd Racing             | James Weaver Manuel Reuter           | Porsche 962C GTi  | 96  |
| 12                 | C1 | 36  | Toyota Team Tom’s                | Geoff Lees John Watson               | Toyota 90C-V      | 95  |
| 13                 | C1 | 19  | Team Davey                       | Giovanni Lavaggi Tim Lee-Davey       | Porsche 962C      | 95  |
| 14                 | C1 | 32  | Konrad Motorsport                | Franz Konrad Harri Toivonen          | Porsche 962C      | 93  |
| 15                 | C1 | 13  | Courage Compétition              | Pascal Fabre Michel Trollé           | Cougar C24S       | 93  |
| 16                 | C1 | 12  | Courage Compétition              | Costas Los Bernard Thuner            | Cougar C24S       | 92  |
| 17                 | C1 | 29  | Chamberlain Engineering          | Nick Adams Richard Piper             | Spice SE89C       | 90  |
| 18                 | C1 | 27T | Obermaier Racing                 | Jürgen Lässig Otto Altenbach         | Porsche 962C      | 88  |
| 19                 | C1 | 40  | The Berkeley Team London         | Ranieri Randaccio Stefano Sebastiani | Spice SE89C       | 87  |
| 20                 | C1 | 35  | Louis Descartes                  | François Migault Denis Morin         | ALD C289          | 78  |
| Nicht klassiert    |    |     |                                  |                                      |                   |     |
| 21                 | C1 | 24  | Nissan Motorsport International  | Mark Blundell Gianfranco Brancatelli | Nissan R90CK      | 99  |
| 22                 | C1 | 20  | Team Davey                       | Paul Stott Alfonso Toledano          | Porsche 962C      | 94  |
| Disqualifiziert    |    |     |                                  |                                      |                   |     |
| 23                 | C1 | 37  | Toyota Team Tom’s                | Johnny Dumfries Hitoshi Ogawa        | Toyota 90C-V      | 92  |
| Ausgefallen        |    |     |                                  |                                      |                   |     |
| 24                 | C1 | 23  | Nissan Motorsport International  | Julian Bailey Kenny Acheson          | Nissan R90CK      | 92  |
| 25                 | C1 | 8   | Joest Porsche Racing             | Jonathan Palmer Tiff Needell         | Porsche 962C      | 70  |
| 26                 | C1 | 22  | Spice Engineering                | Tim Harvey Wayne Taylor              | Spice SE90C       | 70  |
| 27                 | C1 | 1   | Team Sauber-Mercedes             | Jean-Louis Schlesser Mauro Baldi     | Mercedes-Benz C11 | 40  |
| 28                 | C1 | 30  | G. P. Motorsport                 | Jari Nurminen Philippe de Henning    | Spice SE90C       | 35  |
| 29                 | C1 | 28  | Chamberlain Engineering          | Cor Euser Mario Hytten               | Spice SE89C       | 32  |
| 30                 | C1 | 31  | G. P. Motorsport                 | Pasquale Barberio Dudley Wood        | Spice SE87C       | 16  |
| 31                 | C1 | 9   | Joest Porsche Racing             | Stanley Dickens Louis Krages         | Porsche 962C      | 3   |
| Nicht gestartet    |    |     |                                  |                                      |                   |     |
| 32                 | C1 | 33  | Dauer Racing                     | Derek Bell Henri Pescarolo           | Porsche 962C      | 1   |
| 33                 | C1 | 39  | Swiss Team Salamin               | Luigi Taverna Antoine Salamin        | Porsche 962C      | 2   |
| 34                 | C1 | 1T  | Team Sauber Mercedes             | Jean-Louis Schlesser Mauro Baldi     | Mercedes-Benz C11 | 3   |
| 35                 | C1 | 3T  | Silk Cut Jaguar                  | Martin Brundle Alain Ferté           | Jaguar XJR-11     | 4   |
| 36                 | C1 | 23T | Nissan Motorsports International | Julian Bailey                        | Nissan R90CK      | 5   |
| 37                 | C1 | 27  | Obermaier Racing                 | Otto Altenbach Jürgen Lässig         | Porsche 962C      | 6   |
| 38                 | C1 | 28T | Chamberlain Engineering          | Cor Euser Mario Hytten               | Spice SE90C       | 7   |
| Nicht qualifiziert |    |     |                                  |                                      |                   |     |
| 39                 | C1 | 2   | Team Sauber-Mercede              | Jochen Mass Michael Schumacher       | Mercedes-Benz C11 | 8   |
| 40                 | C1 | 34  | Equipe Alméras Fréres            | Jacques Alméras Jean-Marie Alméras   | Porsche 962C      | 9   |
| 41                 | C1 | 41  | Alba Formula Team                | Marco Brand                          | Alba AR20         | 10  |

1 Aufhängungsschaden im Training
2 Getriebeschaden im Training
3 Trainingswagen
4 Trainingswagen
5 Trainingswagen
6 Unfall im Training
7 Trainingswagen
8 Disqualifikation im Qualifikationstraining
9 nicht qualifiziert
10 nicht qualifiziert

### Nur in der Meldeliste
Zu diesem Rennen sind keine weiteren Meldungen bekannt.

### Klassensieger
| Klasse | Fahrer         | Fahrer      | Fahrzeug      | Platzierung im Gesamtklassement |
| ------ | -------------- | ----------- | ------------- | ------------------------------- |
| C1     | Martin Brundle | Alain Ferté | Jaguar XJR-11 | Gesamtsieg                      |

### Renndaten
- Gemeldet: 41
- Gestartet: 31
- Gewertet: 20
- Rennklassen: 1
- Zuschauer: 15000
- Wetter am Renntag: kalt und trocken
- Streckenlänge: 4,778 km
- Fahrzeit des Siegerteams: 19:39,467 Stunden
- Gesamtrunden des Siegerteams: 101
- Gesamtdistanz des Siegerteams: 482,592 km
- Siegerschnitt: 207,332 km/h
- Pole Position: Jean-Louis Schlesser – Mercedes-Benz C11 (#1) – 1:12,073 = 238,666 km/h
- Schnellste Rennrunde: Jean-Louis Schlesser – Mercedes-Benz C11 (#1) – 1:16,649 = 224,417 km/h
- Rennserie: 3. Lauf zur Sportwagen-Weltmeisterschaft 1990